# Dragomirești (Vaslui)
Dragomirești is een Roemeense gemeente in het district Vaslui.
Dragomirești telt 5057 inwoners.